# Geard Ajetović
Geard Ajetović (ur. 23 lutego 1981 w Beočin) – serbski bokser wagi super średniej.

## Kariera amatorska
Geard Ajetović jako amator stoczył 325 walk, z których 315 wygrał, a 10 przegrał. Jako reprezentant Jugosławii, w 2001 roku, zdobył brązowy medal na Igrzyskach Śródziemnomorskich, w kategorii półśredniej. Wziął udział w Letnich Igrzyskach Olimpijskich w Sydney, odpadając w pierwszej rundzie, po porażce z Tajlandczykiem Parkpoomem Jangphonakiem. Ponadto był srebrnym medalistą Mistrzostw Świata Juniorów oraz juniorskim Mistrzem Europy.

## Kariera zawodowa
19 kwietnia 2003 Geard Ajetović stoczył swoją pierwszą walkę w boksie zawodowym. Po czterech rundach, pokonał na punkty stosunkiem 38-36, Ojaya Abrahamsa.
27 czerwca 2008 Ajetović po 12-rundowym pojedynku przegrał jednogłośnie na punkty stosunkiem 109-120 i dwa razy 111-117, z Danielem Gealem. Stawką walki był tytuł Mistrza Świata organizacji IBO, w kategorii średniej.
7 stycznia 2011 Geard Ajetović w 1. rundzie przez nokaut pokonał Jacksona Chaneta, zdobywając pas World Boxing Council Mediterranean, w kategorii pół ciężkiej.
9 kwietnia 2011 Ajetović stoczył pojedynek z Polakiem Grzegorzem Soszyńskim o regionalny pas WBC Mediterranean. Po 12-rundowym pojedynku Ajetović przegrał stosunkiem 114:115, 113:116 i 114:114.
17 lutego 2012 Geard Ajetović przegrał po 8 rundach, niejednogłośnie na punkty z Piotrem Wilczewskim, stosunkiem 77:75, 72:79 i 73:79.
28 września 2012 Ajetović zdobył tytuł Mistrza Europy federacji WBO, w kategorii super średniej, pokonując w czwartej rundzie, przez techniczny nokaut, Chrisa Mafuta.
10 maja 2013 Geard Ajetović pokonał jednogłośnie na punkty po 12 rundach, Przemysława Opalacha, zdobywając pas IBF International.